# Coleoxestia armata
Coleoxestia armata är en skalbaggsart som först beskrevs av Pierre Émile Gounelle 1909.  Coleoxestia armata ingår i släktet Coleoxestia och familjen långhorningar. Inga underarter finns listade i Catalogue of Life.